# Sarmiento (departamento de San Juan)
Sarmiento é um departamento da Argentina, localizado na 
província de San Juan.